# Villa del Sannazaro
Die Villa del Sannazaro war ein Landhaus aus dem 16. Jahrhundert zwischen den Vierteln Posillipo und Mergellina (Chiaia) von Neapel in der italienischen Region Kampanien.

## Geschichte
König Friedrich I. gewährte 1499 dem bekannten Humanisten Jacopo Sannazaro zusammen mit einer jährlichen Appanage von 500 Dukaten die Aneignung eines Grundstücks, das sich von Posillipo bis Mergellina erstreckte. Auf diesem Grundstück gab es bereits eine Villenanlage, die zuerst einem Familienmitglied des Hauses Anjou und später den Mönchen des Heiligen Severinus gehörte.
Sannazaro ließ den Komplex erweitern und anschließend an den Turm eine Kapelle errichten, die der Jungfrau Maria geweiht war, sowie eine weitere, die dem Heiligen Nazarius, dem Schutzheiligen seiner Familie, geweiht war. Höchstwahrscheinlich schrieb er auch in dieser Villa die Ecloghe Piscatorie (dt.: Fischeklogen).
Nach dem Pakt von Granada verließ er das Königreich und folgte dem Schicksal seines Königs und Freundes Friedrich. Später, nach dem Tod desselben, kehrte er nach Neapel zurück und 1528 beschlossen die Spanier vorsorglich, sein Wohngebäude abzureißen.
Ein Jahr vor dem Tod Sannazaros im Jahre 1530 in Rom stiftete er den Patern Servi di Maria einen Teil seines Grundstücks, insbesondere mit der fast fertiggestellten Kirche Santa Maria del Parto a Mergellina, einen Namen, den er in Bezug auf sein Werk Partus Virginis wollte. In der Kirche befindet sich auch sein Grab.